# Challenger Isla de Gran Canaria
Il Challenger Isla de Gran Canaria è un torneo maschile di tennis professionistico facente parte dell'ATP Challenger Tour. Si tenne annualmente sui campi in terra rossa di Telde nel 2006 e 2008, con un breve trasferimento nel 2007 a Maspalomas località spagnola del comune di San Bartolomé de Tirajana, entrambe sull'isola di Gran Canaria in Spagna.

## Albo d'oro

### Singolare
| Anno | Campione           | Finalista        | Punteggio        |
| ---- | ------------------ | ---------------- | ---------------- |
| 2008 | Tejmuraz Gabašvili | Pablo Andújar    | 6–4, 4–6, 6–1    |
| 2007 | Peter Luczak       | Santiago Ventura | 6(6)–7, 6–3, 7–5 |
| 2006 | Marc López         | Benedikt Dorsch  | 6–0, 6–1         |

### Doppio
| Anno | Campioni                                     | Finalisti                                            | Punteggio        |
| ---- | -------------------------------------------- | ---------------------------------------------------- | ---------------- |
| 2008 | Daniel Gimeno Traver Daniel Muñoz de la Nava | Miguel Ángel López Jaén José Antonio Sánchez De Luna | 6–3, 6–1         |
| 2007 | Marcel Granollers Marc López                 | Leonardo Azzaro Riner Eitzinger                      | 3–6, 6–1, [10–3] |
| 2006 | Adam Chadaj Michael Ryderstedt               | David Marrero Daniel Muñoz de la Nava                | 5–7, 6–3, [10–7] |